# Babullah z Ternate
Babullah z Ternate, Babullah Datu Syah  (ur. 10 lutego 1528, zm. 25 maja 1583) – sułtan Ternate. Za jego panowania doszło do ekspansji terytorium Ternate. W tym okresie sułtanat osiągnął szczyt swojej potęgi politycznej i militarnej. Znany jako „król 72 wysp” i największy władca Ternate. Jego imię nosi port lotniczy Ternate-Babullah. 